# Franz Fuchsberger
Franz Fuchsberger, född 28 september 1910 i Wolfsbach, död 1992, var en österrikisk fotbollsspelare.
Fuchsberger blev olympisk silvermedaljör i fotboll vid sommarspelen 1936 i Berlin.